# Johannes XII. (Konstantinopel)
Johannes XII. (griechisch Πατριάρχης Ιωάννης ΙΒ; * 13. Jahrhundert in Sosopol; † nach 1303) war Patriarch von Konstantinopel 1294 bis 1303.

## Leben
Er wurde geboren als Kosmas in Sosopol. Sein Geburtsjahr ist unbekannt. Johannes führte ein asketisches Leben.
1294 wurde er auf Betreiben von Kaiser Andronikos II. zum Patriarchen von Konstantinopel gewählt. In seiner Amtszeit trat er resolut gegen Simonie (Ämterkauf) in der Kirche auf. Er stellte sich auch gegen die Hochzeit von Simonida, der fünfjährigen Tochter von Andronikos, mit Stefan Uroš II. Milutin, König von Serbien.
1303 musste er sein Amt aufgeben. Nachfolger wurde der populäre Athanasios I.
Johannes ging zurück nach Sosopol. 1308 wurde er dort vom bulgarischen Zaren als Bote zu Friedensverhandlungen nach Konstantinopel zu Andronikos geschickt.
Das Todesjahr von Johannes ist unbekannt.